# Compagnia Maresca
La Compagnia Maresca è stata una compagnia teatrale di avanspettacolo e rivista attiva negli tra la fine degli anni 20 e i primi degli anni 30 del XX secolo.
Prodotta da Achille Maresca ebbe tra i suoi attori Totò e Macario.

## Opere
- Peccati... e poi virtudi (agosto 1928)
- Si,si Susette (ottobre 1928)
- La stella del Charleston (novembre 1928)
- Monna Eva (febbraio 1929)
- La giostra dell'Amore (marzo 1929)
- La vile seduttrice (gennaio 1932, chiamata anche Tri-Trac od anche Il vergine folle)